# آدرا مک‌دانلد
آدرا مک‌دانلد (انگلیسی: Audra McDonald؛ زادهٔ ۳ ژوئیهٔ ۱۹۷۰) یک هنرپیشه، موسیقی‌دان و خواننده اهل ایالات متحده آمریکا است. وی از سال ۱۹۹۴ میلادی تاکنون مشغول فعالیت بوده‌است.
او تاکنون ۶ مرتبه، برندهٔ جایزه تونی شده و تنها کسی است که در هر ۴ رشته اصلی بازیگری در این جوایز، صاحبِ جایزه گردیده‌است. او همچنین یک مرتبه در سال ۲۰۰۸ میلادی برندهٔ جایزه گرمی شده‌است.

## گزیدهٔ آثار

### سینما
- خصلت خانوادگی (۲۰۰۳)
- بهترین دزد دنیا (۲۰۰۴)
- چیز مورد علاقه من (۱۹۹۸)
- هفت خدمتکار (۱۹۹۶)

### تلویزیون
- کشمکش خوب (۲۰۱۷)
- آوای موسیقی زنده! (۲۰۱۳)
- همسر خوب (۲۰۱۳)
- سسمی استریت (۲۰۱۳–۲۰۱۲)
- درمانگاه خصوصی (۲۰۱۳–۲۰۰۷)
- آناتومی گری (۲۰۰۹)
- گروگان (۲۰۰۷–۲۰۰۶)
- خاطرات بدفورد (۲۰۰۶)
- آقای استرلینگ (۲۰۰۳)
- قانون و نظم: نیت جنایی (۲۰۰۰)
- آنی (۱۹۹۹)